# Peer Baierlein

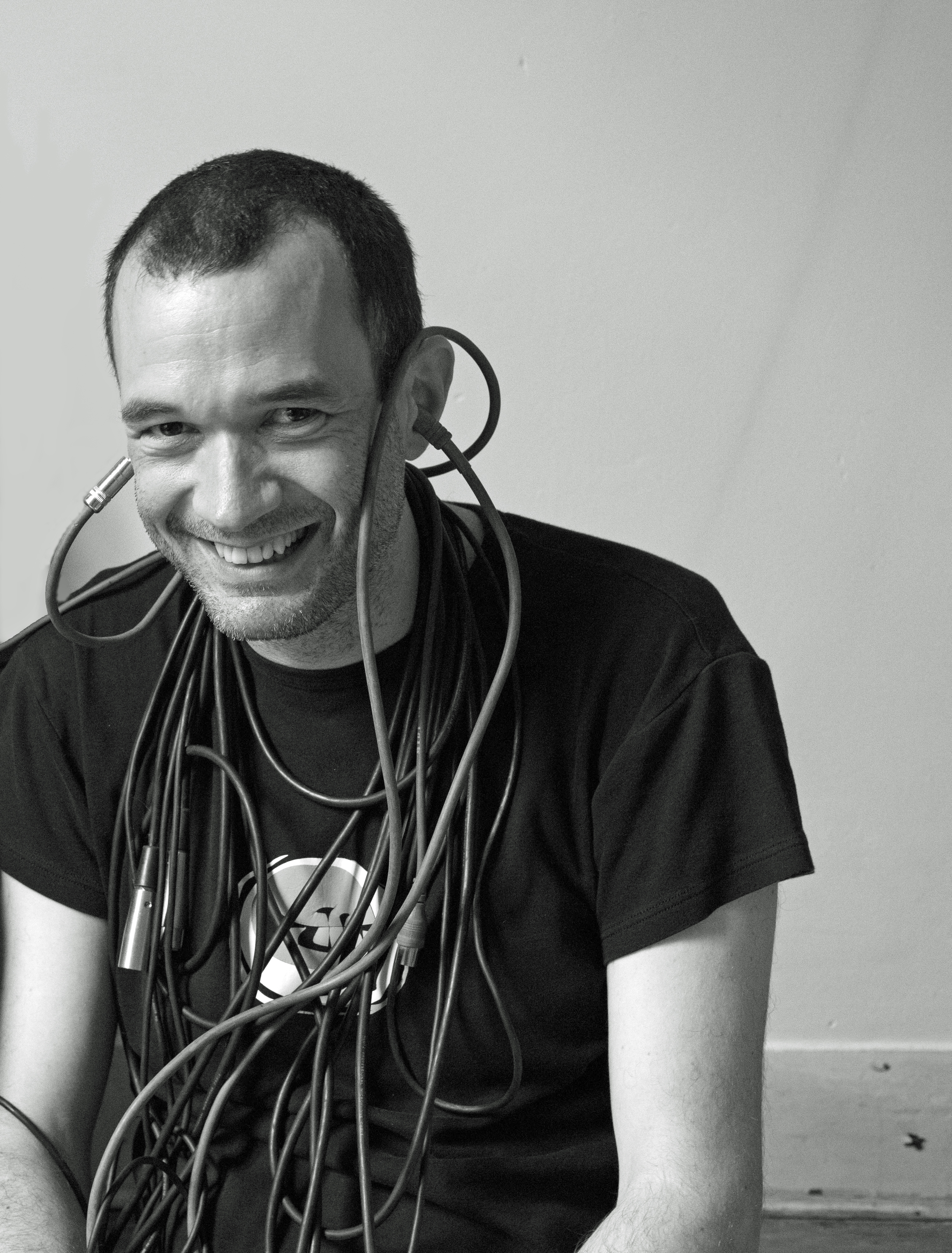
Peer Baierlein

Peer Baierlein (Stuttgart, 16 mei 1972) is een Duits muzikant en componist.

## Biografie
Peer Baierlein begon in 1979 met een klassieke opleiding voor accordeon voor dat hij in 1981 de trompet als 'zijn' instrument heeft gekozen.
Na enkele jaren in de plaatselijke fanfare koos hij op 16-jarige leeftijd voor een carrière als muzikant. In 1997 behaalde hij aan de Hochschule für Musik in Keulen het diploma van orkestmuzikant en zelfstandig muziekleraar.
Daarna volgde hij een jaar les bij Arno Lange aan de Deutsche Oper in Berlijn.
Vervolgens verhuisde hij naar Leuven en studeerde er aan het Lemmensinstituut ‘Jazz en Lichte Muziek’ (hoofdinstrument trompet) bij Bert Joris.
In 2002 behaalde Peer er het diploma van ‘Meester in Muziek’ en in 2003 het diploma ‘Specialisatie lead-trompet voor BigBand’.
Gedurende zijn studies heeft hij een jaar in New York geleefd, gespeeld en gestudeerd.
Tussen 2004 en 2006 studeerde hij ‘Klassieke compositie’ bij Piet Swerts, eveneens aan het Lemmensinstituut.
Van 2006 tot 2008 was hij student filmmuziek aan het conservatorium in Mons en studeerde hij bij onder anderen Denis Pousseur Victor Kissine en Jean-Luc Fafchamps, gevolgd door de studie 'nieuwe media' aan de Hochschule für Musik und Theater in Hamburg (tussen 2011 en 2013).
Sinds 2007 werkt hij als componist, muzikaal leider en muzikant voor theaters in Duitsland, Zwitserland en Oostenrijk. Producties waarvoor hij alle muziek componeerde, wonnen alle belangrijke theater-, regisseurs- en acteerprijzen in de Duitstalige wereld.
Sinds 2016 componeert Peer Baierlein meer en meer voor klassiek orkest, vocale en instrumentale ensembles.
In 2022 volgen de eerste opdrachtwerken voor het 'Hessische Staatsballett' onder leiding van Tim Plegge en het 'Mecklenburgische Staatsballett' ('Ballet X Schwerin') onder leiding van Xenia Wiest.
Sinds 2007 heeft hij de Belgische nationaliteit.

## Discografie
- 2004: Issues
- 2006: Open Questions
- 2009: Cyles
- 2015: One
- 2015: me² + 1

## Theaterwerken als muzikant
- 2007: Hart van Inkt (Regie: Markus Bothe)
- 2009: "Pünktchen & Anton" (Regie: Katharina Wienecke)
- 2010: Driestuiversopera (Regie: Jarg Pataki)
- 2011: Cyrano de Bergerac (Regie: Dominique Pitoiset)
- 2013: Jeanne d'Arc  (Regie: Claudia Bauer) / Niedersächsisches Staatstheater Hannover
- 2014: Koning Arthur (Regie: Markus Bothe)
- 2019: Mutter Courage und ihre Kinder / Berthold Brecht / (Regie: Laura Linnenbaum) / Staatstheater Kassel

## Theaterwerken als componist en muzikale leider
- 2011: "Der Reigen" (Regie: Claudia Bauer)
- 2011: Cyrano de Bergerac (Regie: Dominique Pitoiset)
- 2012: Seymour oder ich bin nur aus Versehen hier / Regie: Claudia Bauer
- 2012: Tartuffe / Regie: Claudia Bauer
- 2013: Jeanne d'Arc  (Regie: Claudia Bauer) / Niedersächsisches Staatstheater Hannover
- 2013: Und dann (Wolfram Höll) / Regie: Claudia Bauer / Schauspiel Leipzig / uitnodiging Heidelberger Stückemarkt 2014, Mülheimer Theatertage 2014, Autorentheatertagen Berlin 2014, Biënnale van Venetië 2017
- 2014: Volpone oder Der Fuchs (Ben Jonson) / Regie: Claudia Bauer / Stadttheater Bern
- 2014: Faust. Der Tragödie erster Teil (Johann Wolfgang von Goethe) / Regie: Claudia Bauer / Stadttheater Bern
- 2015: Die Verwirrungen des Zöglings Törleß / Robert Musil / Regie: Claudia Bauer / Niedersächsisches Staatstheater Hannover
- 2015: Splendid's / Jean Genet / Regie: Claudia Bauer / Schauspiel Leipzig
- 2016: De Mensenhater / Molière / Regie: Claudia Bauer / Theater Basel / uitnodiging Biënnale van Venetië 2017
- 2016: 89/90 / Peter Richter / Regie: Claudia Bauer / Schauspiel Leipzig / uitnodiging Berliner Theatertreffen 2017
- 2017: Schlaraffenland / Philipp Löhle / Regie: Claudia Bauer / Theater Basel
- 2017: Faust / (Werner Schwab) / Regie: Claudia Bauer /  Schauspiel Graz
- 2018: Faust 1&2 (Johann Wolfgang von Goethe) / Regie: Enrico Lübbe / Schauspiel Leipzig
- 2019: Der Aufhaltsame Aufstieg Des Arturo Ui / Berthold Brecht / (Regie: Claudia Bauer) / Niedersächsisches Staatstheater Hannover
- 2020: Mephisto (Klaus Mann) / (Regie: Claudia Bauer) / Schauspiel Frankfurt
- 2021: Die Rechtschaffenen Mörder (Ingo Schulze) / (Regie: Claudia Bauer) / Staatsschauspiel Dresden[2]
- 2021: Widerstand (Lukas Rietzschel) / (Regie: Enrico Lübbe) / Schauspiel Leipzig
- 2022: Le Charme discret de la bourgeoisie (Luis Buñuel) / (Regie: Claudia Bauer) / Schauspiel Frankfurt
- 2022: Humanistää! (Ernst Jandl) / (Regie: Claudia Bauer) / Volkstheater Wien / o.a. uitnodiging 'Berliner Theatertreffen' 2022
- 2023: Malina (Ingeborg Bachmann) / (Regie: Claudia Bauer) / Volkstheater Wien
- 2023: Ur-Sonate (Kurt Schwitters) / (Regie: Claudia Bauer) / Deutsches Theater Berlin
- 2024: Die Schattenpräsidentinnen Oder: Hinter jedem großen Idioten gibt es sieben Frauen, die versuchen, ihn am Leben zu halten. (Selina Fillinger) / (Regie: Claudia Bauer) / Deutsches Schauspielhaus Hamburg
- 2024: E la nave va (Federico Fellini) / (Régie: Claudia Bauer) / Deutsches Theater Berlin
- 2025: Der Girschkarten (Lukas Rietzschel) / (Regie: Enrico Lübbe) / Schauspiel Leipzig

## Erkenning en prijzen
- 2014: uitnodiging 'Heidelberger Stückemarkt' met de productie 'Und dann' (Wolfram Höll) / (Regie: Claudia Bauer)
- 2014: uitnodiging 'Mülheimer Theatertage' met de productie 'Und dann' (Wolfram Höll) / (Regie: Claudia Bauer)
- 2014: uitnodiging 'Autorentheatertagen Berlin' met de productie 'Und dann' (Wolfram Höll) / (Regie: Claudia Bauer)
- 2017: uitnodiging Biennale Venedig met de productie 'Und dann' (Wolfram Höll) / (Regie: Claudia Bauer)
- 2017: uitnodiging Berliner Theatertreffen met de productie '89/90' / Peter Richter / (Regie: Claudia Bauer)
- 2022: 3Sat prijs voor beste regie met de productie 'Humanistää!' (Ernst Jandl Texte) / (Regie: Claudia Bauer)
- 2022 Alfred-Kerr-Darstellerprijs met de productie 'Humanistää!' (Ernst Jandl Texte) / (Regie: Claudia Bauer)
- 2022 prijzen in 'Theater Heute' voor: beste enscenering 2022 / beste acteur 2022 / beste toneeldecor 2022 / beste kostuums  2022 - met de productie 'Humanistää!' (Ernst Jandl Texte) / (Regie: Claudia Bauer)
- 2022 'Nestroy Theaterprijs' voor: beste Duitstalige productie 2022 / beste regie 2022 / beste acteur 2022 - met de productie 'Humanistää!' (Ernst Jandl Texte) / (Regie: Claudia Bauer)
- 2024/25: Beurs van de Roger Willemsen Stichting in het mare-kunstenaarsverblijf[3]

## Werken voor orkest
- 2016: 'Concerto No. 1' (double-concerto voor trompet, trombone en orkest)
- 2016: '255' (double-concerto voor marimba, vibraphone en orkest)
- 2017: Seelen-Trilogie ('Black Soul','Yellow Soul','Purple Soul' - voor orkest, stem en rock-band)
- 2018: Hymnus (voor orkest, orgel, 3 koren, rockband und dom-klokken)
- 2020: In Der Tiefe[4] (Concerto voor DubbelKoor a Capella)
- 2021: Ode an die Pop-Musik[5] (hedendaagse composities met motieven uit de pop-muziek voor blazer-nonett en contrabas )
- 2021: Pentagon of Poetry[6] (5 composities voor het Zangensemble AuditivVokal) met teksten van Goethe, Nietzsche en Lenau.
- 2022: 'Hymnus an die Musiek' - voor Dubbel-Kwartet-VocaalEnsemble
- 2023: 'Der Kleine Prinz[7]' voor orkest
- 2023: 'SaHaHaKral' & 'Daheim' (voor SATB VocaalEnsemble)
- 2024: 'Davids Bündler' voor orkest
- 2024: L'appel du vide[8] (Concerto voor Dubbelkoor a Capella)
- 2025: A Glimpse of Schwitters (voor SSATB Vocaal-Ensemble)
- 2025: Times and Ages (voor SSATB Vocaal-Ensemble, 2 Bass Gamben, Theorbe, Cembalo & Percussion)

## Filmmuziek
- 2007: Tijl Van Limburg Mario Roymans / Regie: Joris Rabijns / Docu
- 2007: Alazar (Nele Bauwens) / Kortfilm
- 2009: We Remember Chet Baker (Hagen Kälberer) / Duitsland / Docu
- 2012: De Mijn-Erftgoedbewaarders van Limburg (Joris Rabijns) / Docu

## Opera
- 2012: Remixes voor Manon van Jules Massenet (Regie: Silvana Schröder / Muzikale Leider: Leo Siberski) / Opera Kiel)
- 2017: extra composities voor Der Freischütz van Carl Maria von Weber / Eutiner Festspiele / Musikalische Leitung: Leo Siberski

## Orkestraties
- 2017/18: Pjotr Iljitsj Tsjaikovski 'Kinderalbum' op.39 / voor strijk-ensemble (Universal Edition)[9]
- 2018: orkestraties voor het 'Sasel-Haus' van Johann Sebastian Bach, Robert Schumann, Edvard Grieg, Claude Debussy, Georges Bizet, Johannes Brahms, Joseph Haydn en Bedřich Smetana voor klarinet, fagot, viool, bass, trompet, trombone en percussie
- 2021: Verschillende orkestraties voor het 'WDR Funkhausorchester'
- 2023: 2 volksliederen voor 'AuditivVokal' / voor SATB vocaal-ensemble
- 2024/25: Hommage para Luiz voor orkest[10]

## Dans
- 2021: Memento (Choreografie: Tim Plegge) / 'Hessisches Staatsballett'[11]
- 2022: Remember The Ladies[12] (Choreografie: Xenia Wiest) / 'Mecklenburgisches Staatsballett'[13]
- 2023: De kleine Prins (Nieuwe Adaptie / Choreografie: Xenia Wiest) / 'Mecklenburgisches Staatsballett' / 'Mecklenburgische Staatskapelle'[14]

## Beurzen
- 2024/25: Beurs van de  Roger Willemsen Stichting in het mare-artiesten-huis[15]

## Hoorspel
- 2014: Quotenkiller / (Producent: Klaus-Michael Klingsporn) / Deutschlandradio